# Willow (pjesma Taylor Swift)
"Willow" (stilizirana malim slovima) pjesma je američke kantautorice Taylor Swift, koja je ujedno i glavni singl s njezina devetog studijskog albuma "evermore", objavljena 11. prosinca 2020. Pjesmu je napisala zajedno s producentom Aaronom Dessnerom.

## O pjesmi i glazbeni video
Swift je također režirao prateći glazbeni video koji je premijerno prikazan istog dana. Video se nastavlja na kraj prijašnjeg Swiftinog glazbenog videa za pjesmu "cardigan", odn. video započinje sa snimkom Taylor kako sjedi na stolici, okrenuta od klavira. Swift gleda u kameru te onda shvaća kako u rukama drži zlatni svjetlucavi konopac koji vodi u klavir. Swift ga slijedi te se uspinje nazad u klavir, no ovog puta, Swift se ne nalazi na istim lokacijama kao u "cardigan" video zapisu. Swift prelazi različite lokacije kao što su šuma uz jezero, putujući cirkus, sniježna šuma s vješticama koje plešu oko vatre i ponovni povratak u kolibu u kojoj je započela.
Dva dana kasnije, na Swiftin rođendan, objavljen je remix pjesme s Elvire pod nazivom "rasplesana vještica".